# Parastasia asahi
Parastasia asahi är en skalbaggsart som beskrevs av Yuiti Wada 2008. Parastasia asahi ingår i släktet Parastasia och familjen Rutelidae. Inga underarter finns listade i Catalogue of Life.